# ساث ویتیر (کالیفرنیا)
ساث ویتیر (به انگلیسی: South Whittier) یک منطقهٔ مسکونی در ایالات متحده آمریکا است که در شهرستان لس‌آنجلس، کالیفرنیا واقع شده‌است. ساث ویتیر ۱۳٫۸۴۶ کیلومتر مربع مساحت و ۵۷٬۱۵۶ نفر جمعیت دارد و ۵۴ متر بالاتر از سطح دریا قرار دارد.